# Dom Zacherla w Wiedniu
Dom Zacherla w Wiedniu (niem. Zacherlhaus) – zabytkowy dom mieszkalno-handlowy w centrum Wiednia, zaprojektowany przez architekta Jože Plečnika.

## Historia
Budynek mieszkalno-handlowy wybudowany został w latach 1903–1905 na zlecenie fabrykanta Johanna Evangelisty Zacherla. Ze względu na lokalizację w eksponowanym miejscu – obok katedry św. Szczepana, Zacherl postanowił wybrać autora projektu na drodze konkursu. Zwycięzcą został słoweński architekt Jože Plečnik, współpracujący wówczas z pracownią Ottona Wagnera.

## Opis
Budynek usytuowany jest w narożniku ulic. Konstrukcję parteru, przeznaczonego na lokale handlowe tworzy siatka betonowych słupów. Wyższe kondygnacje przeznaczone są na mieszkania, Elewacje obłożone są czarnym granitem, dekorują je pasy okien i umieszczone pomiędzy nimi lizeny. Dekoracja skupiona jest w części górnej, pod gzymsem wieńczącym. Tutaj rytm wyznaczają rzeźbione postacie atlasów (wykonane przez rzeźbiarza Franza Metznera) oraz wypukłe okna. Narożnik jest zaokrąglony, zaakcentowany miedzianą kopułą. Na wysokości pierwszego piętra umieszczona została figura św. Michała Archanioła, dzieło rzeźbiarza Ferdinanda Andri, wykonana dla uczczenia przyjścia na świat syna inwestora – Michała.